# 福原鐐二郎
福原 鐐二郎（ふくはら りょうじろう、1868年8月13日（慶応4年6月25日） - 1932年（昭和7年）1月17日）は、明治時代から大正時代にかけての日本の文部官僚。号は蘇洲。
文部次官、東北帝国大学総長、学習院長、帝国美術院（日本芸術院の前身）院長、貴族院議員を歴任した。

## 経歴
桑名藩士・福原資英の二男として生まれる。共立学校、第一高等学校を経て、1892年7月、帝国大学法科大学法律学科（英法）を卒業。逓信省試補となり官房兼郵務局勤務。1893年7月、内務省に移り内務属となる。同年11月、社寺局神社課長に就任し、以後、内務省参事官、奈良県参事官、奈良県警察部長、鳥取県警察部長などを歴任。
1897年3月、文部省に転じ参事官に就任。1899年5月、文部省から教育行政法の研究のため派遣されヨーロッパに留学。1901年に帰国し、同年7月、兼文部省書記官となる。以後、総務局会計課長、専門学務局長、兼文部次官心得、文部次官、兼専門学務局長などを務め、1916年10月に退官した。

退官後の1916年10月5日、貴族院議員に勅選され、同成会に属し死去するまで在任した。1917年10月、第3代東北帝国大学総長、1922年11月、第14代学習院長に就任。
1924年8月、帝国美術院長となり1931年11月まで務めた。また1929年10月、学習院長退任に伴い宮中顧問官となった。

## 人物
1911年2月から4月まで続いた 夏目漱石のいわゆる文学博士の学位授与問題で、政府側における責任者の地位にあったのが、当時文部省専門学務局長の任にあった福原であった（漱石から福原への書翰も残されている）。

## 親族
- 父 福原資英（桑名藩士、北牟婁郡長・員弁郡長）
- 兄 福原銭太郎（陸軍中将・桑名町長）
- 弟 中村正奇（海軍少将）
- 長女 寺岡富士（寺岡謹平海軍中将の妻）
- 三男 福原満洲雄（数学者）

## 栄典
位階
- 1902年（明治35年）12月24日 - 正六位[3]
- 1906年（明治39年）11月20日 - 正五位[4]
- 1911年（明治44年）9月30日 - 従四位[5]
- 1916年（大正5年）
  - 10月7日 - 正四位[6]
  - 10月30日 - 従三位[7]

勲章等
- 1910年（明治43年）12月26日 - 勲三等瑞宝章[8]
- 1915年（大正4年）11月10日 - 大礼記念章[9]
- 1916年（大正5年）
  - 1月19日 - 勲二等瑞宝章[10]
  - 4月1日 - 旭日重光章[11]
- 1931年（昭和6年）10月31日 - 旭日大綬章[12]

外国勲章佩用允許
- 1915年（大正4年）11月9日 - 支那共和国：二等嘉禾章[13]

## 著作
- 「美術審査と展覧会」（国民教育奨励会編纂 『教育五十年史』 民友社、1922年10月 ／ 国書刊行会〈明治教育古典叢書〉、1981年4月 ／ 日本図書センター、1982年1月）
- 『蘇洲詩存』  福原吉野、1932年3月 ／ 寺岡富士、1985年6月

著書
- 『国際私法』 平岡定太郎合著、金港堂書籍、1892年3月 ／ 信山社出版〈日本立法資料全集〉、2018年5月、ISBN 9784797273052

## 関連文献
- 石川半山 「新任専門学務局長福原鐐二郎君」（『教育界』第4巻第6号、金港堂書籍、1905年5月）
- 前田又吉 「文部次官福原鐐二郎君」（『教育学術界』第24巻第3号、同文館、1911年11月）
- 澤柳政太郎ほか 「北条学習院長と福原東北大学総長」（『中央公論』第350号、中央公論社、1917年11月）
- 「正三位勲一等福原鐐二郎勲章加授ノ件」（国立公文書館所蔵 「叙勲裁可書・昭和六年・叙勲巻五」） - アジア歴史資料センター Ref.A10113093700
- 「福原鐐二郎」「福原三兄弟の少年時代」（伊藤重信著 『長島町誌 下巻』 長島町教育委員会、1978年11月）
- 福原満洲雄 『蘇洲詩存 別冊 福原鐐二郎履歴』 寺岡富士、1985年6月